# Åland
Quần đảo Åland (gọi tắt là Åland, tiếng Thụy Điển: [ˈǒːland] ⓘ; tiếng Phần Lan: Ahvenanmaa [ˈɑhʋenɑmˌmɑː]) là một quần đảo nằm ở cửa vào vịnh Bothnia tại biển Baltic thuộc lãnh thổ Phần Lan. Đây là một vùng tự trị, phi quân sự và là vùng đơn ngữ Thụy Điển duy nhất tại Phần Lan. Đây là vùng có diện tích và dân số nhỏ nhất của Phần Lan, chiếm 0,49% diện tích đất và 0,50% dân số.
Quần đảo Åland bao gồm đảo Fasta Åland – nơi 90% dân số của vùng sinh sống, cùng hơn 6.500 đảo ngầm và đảo nhỏ khác nằm về hướng Đông. Fasta Åland được ngăn cách với Thụy Điển bởi một eo biển rộng 38 km ( về hướng Tây. Quần đảo Åland tiếp nối với biển quần đảo thuộc Phần Lan ở phía đông. Biên giới đất liền duy nhất của Åland nằm trên đảo ngầm Märket mà Phần Lan chia sẻ với Thụy Điển.

## Quyền tự trị
Vị thế tự trị của quần đảo được xác lập theo một quyết định thực hiện bởi Hội Quốc Liên vào năm 1921 sau cuộc khủng hoảng Åland. Điều này được tái xác lập trong hiệp ước đưa Phần Lan vào Liên minh châu Âu. Theo luật, Åland trung lập về chính trị và hoàn toàn được phi quân sự hóa, người dân được miễn cưỡng bách tòng quân vào Lực lượng Phòng vệ Phần Lan. Quần đảo được nghị viện Phần Lan cấp quyền tự trị về gần như tất cả các mặt trong Đạo luật về Quyền tự trị Åland năm 1920, mà sau đó được thay thế bởi pháp chế mới cùng tên vào năm 1951 và 1991. Åland duy trì thế độc ngữ tiếng Thụy Điển theo đạo luật.

## Tên gọi
Tên ban đầu của Åland trong tiếng Bắc Âu cổ là *Ahvaland nghĩa là "Vùng đất của Nước". Trong tiếng Thụy Điển, tên này ban đầu phát triển thành Áland rồi thành Åland, nghĩa là "đất sông". Tên tiếng Phần Lan và tiếng Estonia của quần đảo lần lượt là Ahvenanmaa và Ahvenamaa ("đất cá pecca"), có vẻ như đã lưu giữ cách đọc trong tên tiếng Bắc Âu cổ.
Có một giả thuyết cho rằng Ahvenanmaa là tên gốc của quần đảo, mà từ đó tiếng Thụy Điển lấy ra cái tên Åland.
Tên chính thức, Landskapet Åland, có nghĩa là "Vùng Åland"; landskap là từ cùng gốc với "landscape" (phong cảnh) trong tiếng Anh.